# Moritz Nussbaum
Moritz Nussbaum (Hörde, 18 de novembro de 1850 — Bonn, 16 de novembro de 1915) foi um professor universitário alemão.
Moritz Nussbaum foi professor de anatomia e biologia na Faculdade de Medicina da Universidade de Bonn. 
Era pai do médico Robert Nussbaum e avô materno do jornalista Peter Scholl-Latour.